# LEVEL3
『LEVEL3』（レベルスリー）は、Perfumeのオリジナルアルバム。2013年10月2日にPerfume Records / ユニバーサルJから発売された。
中田ヤスタカは「長い曲はその長さに意味がある」とし、「このご時世、何かしながら音楽を聴くことが普通になっているけれど、本作は時間をかけて聴いて欲しい。集中して聴くことで見えてくるものや聞こえてくるものがある」とコメントしている。
また、本作の初回限定盤のDVDに映像が収録された対バン・ツアー『ずっと好きだったんじゃけぇ～さすらいの麺カタPerfume FES!!』についても記述する。

## 背景
前作『JPN』より約2年ぶりとなる通算5枚目のアルバム。ユニバーサルミュージックへの移籍後、初のオリジナルアルバムである。

## 制作
2大ドームライブ『Perfume 4th Tour in DOME『LEVEL3』』を開催することが先に決まっており、その公演でメンバーがやりたい演出などを中田に直接伝えて制作が始まった。シングル曲が強めなので、おとなしい曲を入れる、と中田は焼き肉店で行ったミーティング時に宣言していた。
中田は完成後に、「ずっと同じ人がプロデューサーを務めている強みは、全力で作る曲だけじゃなくて変化球も出せること。その変化球がいい遊びになり、面白いアルバムになる」と語っている。
また、本作完成後に中田の提案で試聴会が開かれた。

## ミュージック・ビデオ

### 1mm
関和亮が監督を務め制作された。現実の厳しさを突きつける詞であるため、撮影時にカメラの前に立っても笑えなかった、とメンバーは語っている。
本作の初回限定盤に付属するDVDに収録された。
また、short ver.が2013年9月3日に、フル・バージョンが同年10月15日にYouTubeで公開されていた。

## 楽曲
アルバム曲はマスタリングされる前は柔らかい印象だったが、マスタリングされた後、先述の試聴会では「アガる曲」になっていた、とかしゆかは語っている。
2.Spring of Life (Album-mix)
もともと盛り上がる曲だが、さらに勢いが爆発的に増している、とのっちはコメントしている。
3.Magic of Love (Album-mix)
シングル・バージョンよりも全体的にメロディアスかつドラマチックな印象に変わっている。
4.Clockwork
レコーディング終盤に録られ、リード曲を決める時に候補に挙がっていた。
5.1mm
気持ちを奮い立たせてくれた「Dream Fighter」の先にある楽曲である、とのっちは捉えている。厳しいメッセージ性を含んでいるにも関わらず、メロディーが淡々としているから余計に刺さる、とあ〜ちゃんはコメントしている。
7.Party Maker
中田は「初めて聴いた時から強制的にアガる曲」とコメントしている。プロ野球・大谷翔平が日本ハム時代に登場曲として使用していた。
8.ふりかえるといるよ
中田は「ついにジャンル分けできなくなってきた」とコメントしている。
9.ポイント
当初は収録される予定ではなかった。
12.Sleeping Beauty
詞が少ないことについて、中田は「明るい曲が多かったから空気を変える」とコメントしている。また、あ〜ちゃんがインドの雰囲気を感じる、という音を奏でているのはイギリスの古い楽器である。
16.Spending all my time (DV & LM remix)
ベルギー出身のディミトリ・ヴェガス&ライク・マイク兄弟(Dimitri Vegas & Like Mike) によるリミックス。中田以外の人物が初めてリミックスを手がけた。

### メディアでの使用
- エーザイ チョコラBBプラス「笑顔になーれ」篇 CMソング（#5 「1mm」）[23]
- エーザイ チョコラBB美チョコラコラーゲン「響け、うるおい」篇 CMソング（#5 「1mm」）[23]
- 東宝配給映画『ドラえもん のび太のひみつ道具博物館(ミュージアム)』主題歌（#6 「未来のミュージアム」）[23]
- エーザイ チョコラBBスパークリング「キレイ速攻チャージ」篇 CMソング（#7「Party Maker」）[23]
- キリンチューハイ 氷結やさしい果実の3%CMソング（#9 「ポイント」）[23]

## プロモーション
ティザー映像が2013年8月29日にYouTubeで公開された。また、ティザー映像で使用された「1mm」が2013年9月18日からiTunes Storeで先行配信された。
『リリース記念スペシャル抽選会』が同年10月1日・2日に8都市14ヶ所で開催された。また『スペシャル衣装展示』が同年10月1日から7日間限定で開催された。

## チャート成績
初週約165,748枚を売り上げ、10月14日付のオリコン週間アルバムランキングにて初登場首位を獲得。女性グループのアルバム5作連続首位は、プリンセス プリンセスが記録して以来20年8ヶ月ぶりで、連続首位獲得数で最多タイに並んだ。チャート登場回数は28回。累計255,371枚のセールスを記録した。
2014年5月14日にアナログ盤が発売されて、2014年5月26日付のオリコン週間アルバムランキングに再登場して8位を獲得。同年5月度オリコン月間アルバムランキングに再登場して33位（約9,053枚）を獲得。
同年10月22日に『LEVEL3 (Bonus Edition)』が発売されて、約4,724枚を売り上げ、2014年11月3日付のオリコン週間アルバムランキングで初登場12位を獲得。また、サウンドスキャンジャパンのチャートで初登場8位を獲得。

## 収録曲

### CD
| 全作詞・作曲: 中田ヤスタカ。 |                                      |              |              |      |
| #                            | タイトル                             | 作詞         | 作曲・編曲   | 時間 |
| 1.                           | 「Enter the Sphere」                 | 中田ヤスタカ | 中田ヤスタカ | 3:35 |
| 2.                           | 「Spring of Life (Album-mix)」       | 中田ヤスタカ | 中田ヤスタカ | 5:59 |
| 3.                           | 「Magic of Love (Album-mix)」        | 中田ヤスタカ | 中田ヤスタカ | 4:16 |
| 4.                           | 「Clockwork」                        | 中田ヤスタカ | 中田ヤスタカ | 4:32 |
| 5.                           | 「1mm」                              | 中田ヤスタカ | 中田ヤスタカ | 4:17 |
| 6.                           | 「未来のミュージアム」               | 中田ヤスタカ | 中田ヤスタカ | 3:20 |
| 7.                           | 「Party Maker」                      | 中田ヤスタカ | 中田ヤスタカ | 7:21 |
| 8.                           | 「ふりかえるといるよ」               | 中田ヤスタカ | 中田ヤスタカ | 6:15 |
| 9.                           | 「ポイント」                         | 中田ヤスタカ | 中田ヤスタカ | 3:47 |
| 10.                          | 「だいじょばない」                   | 中田ヤスタカ | 中田ヤスタカ | 3:03 |
| 11.                          | 「Handy Man」                        | 中田ヤスタカ | 中田ヤスタカ | 4:05 |
| 12.                          | 「Sleeping Beauty」                  | 中田ヤスタカ | 中田ヤスタカ | 4:52 |
| 13.                          | 「Spending all my time (Album-mix)」 | 中田ヤスタカ | 中田ヤスタカ | 4:01 |
| 14.                          | 「Dream Land」                       | 中田ヤスタカ | 中田ヤスタカ | 5:17 |
| 合計時間:                    | 合計時間:                            | 64:40        |              |      |

| #   | タイトル                                 | 作詞 | 作曲・編曲 | 時間 |
| --- | ---------------------------------------- | ---- | ---------- | ---- |
| 15. | 「Spending all my time (Radio mix)」     |      |            | 3:01 |
| 16. | 「Spending all my time (DV & LM remix)」 |      |            | 4:36 |

### DVD（初回限定盤のみ）
| #  | タイトル                                                                 | 作詞 | 作曲・編曲 |
| -- | ------------------------------------------------------------------------ | ---- | ---------- |
| 1. | 「1mm -Video Clip-」                                                     |      |            |
| 2. | 「ずっと好きだったんじゃけぇ～さすらいの麺カタPerfume FES!!メモリアル♡」 |      |            |
| 3. | 「Perfumeのただただラジオが好きだからレイディオ！」                      |      |            |

### アナログ盤
| #         | タイトル                       | 作詞  | 作曲・編曲 | 時間 |
| --------- | ------------------------------ | ----- | ---------- | ---- |
| 1.        | 「Enter the Sphere」           |       |            | 3:36 |
| 2.        | 「Spring of Life (Album-mix)」 |       |            | 5:59 |
| 3.        | 「Magic of Love (Album-mix)」  |       |            | 4:16 |
| 4.        | 「Clockwork」                  |       |            | 4:32 |
| 合計時間: | 合計時間:                      | 18:23 |            |      |

| #  | タイトル               | 作詞 | 作曲・編曲 | 時間 |
| -- | ---------------------- | ---- | ---------- | ---- |
| 5. | 「1mm」                |      |            | 4:17 |
| 6. | 「未来のミュージアム」 |      |            | 3:20 |
| 7. | 「Party Maker」        |      |            | 7:21 |

| #   | タイトル               | 作詞 | 作曲・編曲 | 時間 |
| --- | ---------------------- | ---- | ---------- | ---- |
| 8.  | 「ふりかえるといるよ」 |      |            | 6:15 |
| 9.  | 「ポイント」           |      |            | 3:49 |
| 10. | 「だいじょばない」     |      |            | 3:06 |
| 11. | 「Handy Man」          |      |            | 4:07 |

| #         | タイトル                             | 作詞  | 作曲・編曲 | 時間 |
| --------- | ------------------------------------ | ----- | ---------- | ---- |
| 12.       | 「Sleeping Beauty」                  |       |            | 4:51 |
| 13.       | 「Spending all my time (Album-mix)」 |       |            | 4:02 |
| 14.       | 「Dream Land」                       |       |            | 5:14 |
| 合計時間: | 合計時間:                            | 71:02 |            |      |

## オリジナル盤以外のリリース
2014年5月14日にアナログ盤が発売された。
また、同年10月にアメリカのEDMレーベル「Astralwerks」から、全米デビューすることが発表され、このアルバムの収録曲に加え、「Spending all my time」のDV & LM remixと、Radio Mixの2曲をボーナストラックとして収録した『LEVEL3 (Bonus Edition)』を発売。10月7日からiTunesなどで世界配信され、10月22日には全米発売に先がけて直輸入仕様盤を日本で発売し、10月27日に全世界に向けてCDパッケージが発売された。

## 発売形態
| 国/地域                                              | 発売/発信元                     | 発売日         | 規格                               | 規格品番                                                                                         |
| ---------------------------------------------------- | ------------------------------- | -------------- | ---------------------------------- | ------------------------------------------------------------------------------------------------ |
| 日本                                                 | Perfume Records / ユニバーサルJ | 2013年10月2日  | CD、DVD-Video （初回限定盤）       | UPCP-9005                                                                                        |
| 日本                                                 | Perfume Records / ユニバーサルJ | 2013年10月2日  | CD（通常盤）                       | UPCP-1001                                                                                        |
| カナダ アイルランド メキシコ イギリス アメリカ合衆国 | ラス・レコード                  | 2013年10月2日  | デジタルメディア                   | N/A                                                                                              |
| イギリス                                             | ユニバーサルJ                   | 2013年10月2日  | デジタルメディア                   | N/A                                                                                              |
| 台湾                                                 | Perfume Records / ユニバーサルJ | 2013年10月4日  | CD、DVD-Video （初回限定盤CD+DVD） | 0634343                                                                                          |
| 台湾                                                 | Perfume Records / ユニバーサルJ | 2013年10月4日  | CD（通常盤）                       | 0634349                                                                                          |
| 世界 日本 アメリカ合衆国                             | ユニバーサルJ                   | 2013年10月16日 | デジタルメディア                   | N/A                                                                                              |
| 韓国                                                 | Perfume Records / ユニバーサルJ | 2013年10月16日 | CD、DVD-Video                      | 063 546-6, DJ0140                                                                                |
| ドイツ                                               | Perfume Records / ユニバーサルJ | 2013年10月18日 | CD、DVD-Video                      | 600406354662                                                                                     |
| オランダ                                             | Perfume Records / ユニバーサルJ | 2013年10月18日 | CD、DVD-Video                      | 600406354662                                                                                     |
| オーストリア · フランス · スペイン                   | Perfume Records / ユニバーサルJ | 2013年10月21日 | CD、DVD-Video                      | 600406354662                                                                                     |
| イギリス                                             | Perfume Records / ユニバーサルJ | 2013年10月28日 | CD、DVD-Video                      | 600406354662                                                                                     |
| タイ                                                 | Perfume Records / ユニバーサルJ | 2013年         | CD、DVD-Video                      | N/A                                                                                              |
| 日本                                                 | Perfume Records / ユニバーサルJ | 2014年5月14日  | 12" Vinyl（2枚）                   | UPJP-9001, UPJP-9002（クリアー） UPJP-9003, UPJP-9004（ピンク） UPJP-9005, UPJP-9006（イエロー） |
| Bonus Edition                                        |                                 |                |                                    |                                                                                                  |
| カナダ アイルランド メキシコ イギリス アメリカ合衆国 | ラス・レコード                  | 2014年10月7日  | デジタルメディア                   | N/A                                                                                              |
| アメリカ合衆国                                       | アストラルワークス              | 2014年10月7日  | デジタルメディア                   | N/A                                                                                              |
| 日本                                                 | Perfume Records / ユニバーサルJ | 2014年10月8日  | デジタルメディア                   | N/A                                                                                              |
| 日本                                                 | Perfume Records / ユニバーサルJ | 2014年10月22日 | CD                                 | UPCP-9009                                                                                        |
| 出典：MusicBrainz                                    |                                 |                |                                    |                                                                                                  |

## 収録されたツアー
『ずっと好きだったんじゃけぇ～さすらいの麺カタPerfume FES!!』（ずっとすきだったんじゃけぇ さすらいのめんカタ パフューム・フェス）は、Perfumeが2013年春に開催したライブ・ツアーで、Perfume初の対バンツアー。

### 日程・会場
| 出典          |          |                |                      |
| 公演日        | 都道府県 | 会場           | 対バン相手           |
| 2013年5月29日 | 東京都   | Zepp DiverCity | 斉藤和義             |
| 2013年5月30日 | 東京都   | Zepp DiverCity | 斉藤和義             |
| 2013年6月4日  | 愛知県   | Zepp Nagoya    | 奥田民生             |
| 2013年6月5日  | 愛知県   | Zepp Nagoya    | 奥田民生             |
| 2013年6月17日 | 大阪府   | Zepp Namba     | マキシマムザホルモン |
| 2013年6月18日 | 大阪府   | Zepp Namba     | マキシマムザホルモン |